# Saint-Pierre-en-Auge
Saint-Pierre-en-Auge è un comune francese di nuova costituzione. È stato creato il 1º gennaio 2017 assorbendo i comuni di Boissey, Bretteville-sur-Dives, Hiéville, Mittois, Montviette, L'Oudon, Ouville-la-Bien-Tournée, Sainte-Marguerite-de-Viette, Saint-Georges-en-Auge, Saint-Pierre-sur-Dives, Thiéville, Vaudeloges e Vieux-Pont-en-Auge. Il suo capoluogo è Saint-Pierre-sur-Dives, a seguito del decreto della Prefettura dell'8 settembre 2016.